# Mojżesz (imię)
Mojżesz – imię pochodzenia hebrajskiego, pochodzące od biblijnego patriarchy. Popularne głównie wśród Żydów. Imię pochodzi od rdzenia משה wyciągać, wyjmować, jako że według starotestamentalnej Księgi Wyjścia Mojżesz został wyciągnięty z rzeki (Nil) przez córkę faraona. Istniało w Kościele katolickim kilku świętych o tym imieniu.
Mojżesz imieniny obchodzi 7 lutego, 18 lutego, 28 sierpnia, 4 września, 4 listopada i 25 listopada.
Znane osoby noszące imię Mojżesz:
- Mojżesz – postać biblijna prawdopodobnie z XV–XIV wieku p.n.e.
- Mosze Kacaw – polityk izraelski
- Moses Kiptanui – kenijski lekkoatleta
- Mojżesz Majmonides – filozof żydowski z przełomu XII i XIII w.
- Mojżesz Mohyła – hospodar Mołdawii w latach 1630–1632 i 1633–1634
- Mojżesz Moszkowski (1826–1904) – polski bibliotekarz żydowskiego pochodzenia
- Mojżesz Mendelssohn – filozof żydowski z XVIII w.
- Mojżesz Pelc – doktor medycyny, major WP, dyrektor żydowskiego szpitala w Kielcach i pierwszy prezes kieleckiego Judenratu
- Mojżesz Schorr – historyk orientalista, jeden z twórców nowoczesnej historiografii polskich Żydów, senator II RP
- Aleksander Ford, właśc. Mosze Lifszyc – polski reżyser i scenarzysta żydowskiego pochodzenia znany m.in. dzięki filmom Ulica graniczna, Piątka z ulicy Barskiej i Krzyżacy